# Callionymus curvispinis
Callionymus curvispinis är en fiskart som beskrevs av Hans W. Fricke och Zaiser Brownell, 1993. Callionymus curvispinis ingår i släktet Callionymus och familjen sjökocksfiskar. Inga underarter finns listade.